# Danis suleima
Danis suleima är en fjärilsart som beskrevs av Grose-smith 1898. Danis suleima ingår i släktet Danis och familjen juvelvingar. Inga underarter finns listade i Catalogue of Life.